# Umbra (album)
Umbra is een livealbum van ARC. Het is een bewerking van het vijfde concert in zestien jaar van de band, de leden hebben het vaak druk met andere bezigheden. Boddy is de baas bij DiN, Mark Shreeve speelt in Redshift. Het 90-minuten durende optreden werd verzorgd op verzoek van Groove Unlimited, tijdens hun E-liveconcert in Theater De Enck in Oirschot. De muziek werd teruggebracht tot 78 minuten en op een compact disc geperst. Die verscheen in een oplage van 1000 stuks. De muziek behoort tot de Berlijnse School voor elektronische muziek.   

## Musici
- Mark Shreeve, Ian Boddy – synthesizers, elektronica

## Muziek
| Nr. | Titel            | Duur  |
| --- | ---------------- | ----- |
| 1.  | Arcadia          | 14:24 |
| 2.  | Proximus obscura | 13:32 |
| 3.  | Umbra            | 18:07 |
| 4.  | Autostratus      | 11:44 |
| 5.  | Panthera         | 10:01 |
| 6.  | Cherry bomb      | 10:34 |